# 孫村站
孙村站是石家庄地铁3号线的地铁车站，位于中华人民共和国河北省石家庄市裕华区塔北路与建设南大街交叉口，于2021年4月6日开通。

## 车站结构
孙村站位于塔北路与建设南大街交叉口，沿塔北路设置，呈东西走向，为地下两层岛式站台车站，车站长217.8米，宽21.1米，车站地下一层为站厅层，地下二层为站台层，站台设置全高站台门。
| 地面              | 出入口 | B、C、D出入口                                                                                         |
| 地下一层          | 站厅   | 客服中心、自动售票机、验票机                                                                          |
| 地下二层          | 站台   | \| \| \| █ 3号线往西三庄（汇通路） \| \| 島式 · 開左邊车门 \| \| \| \| \| \| █ 3号线往乐乡（塔冢） \| |
|                   |        | █ 3号线往西三庄（汇通路）                                                                             |
| 島式 · 開左邊车门 |        | |
|                   |        | █ 3号线往乐乡（塔冢）                                                                                 |

## 车站出口
孙村站目前开放3个出入口，各出口及周围设施如下所示：
| 出口编号                             | 照片 | 地点                               | 可到达目的地                                     |
| ------------------------------------ | ---- | ---------------------------------- | ------------------------------------------------ |
| 出口 · B · 扶手电梯标志              |      | 塔北路（南侧），建设南大街（东侧） | 盛邦花园                                         |
| 出口 · C · 扶手电梯标志              |      | 塔北路（南侧），建设南大街（西侧） | 鸿福家园，孙村长宏锦园三区，裕华区总工会劳动公园 |
| 出口 · D · 升降机标志 · 扶手电梯标志 |      | 塔北路（北侧），建设南大街（西侧） | 孙村长宏锦园二区                                 |
| 註： 設有 \| 設有扶手電梯            |      |                                    |                                                  |

## 接驳交通

### 公交车
- 孙村：2路，49路，50路，66路，69路，216路
- 复明眼科医院：2路，50路，66路，69路，75路

## 历史
本站工程名与正式站名均为孙村站，以车站所处的孙村命名。
- 2021年4月6日，本站随3号线一期东段及二期工程通车开通[1]。
- 2022年8月28日，受新冠疫情影响，车站暂停运营[4]。9月6日，车站恢复运营[5]。